# Pininfarina
Pininfarina S.p.A. és una firma de disseny automotriu i constructor de carrosseries situada a Torí (Itàlia) fundada el 1930 pel dissenyador i constructor d'automòbils Battista "Pinin" Farina (continuant amb la companyia, el nom de família va passar a ser Pininfarina el 1961, com a resultat de combinar el seu sobrenom i cognom). Pininfarina ha estat emprat per una àmplia varietat de fabricants d'automòbils d'alta gamma, com Ferrari, Maserati, Rolls-Royce, Cadillac, Jaguar, Volvo, Alfa Romeo i Lancia.
Pininfarina va ser dirigida pel fill de Battista, Sergio Pininfarina, fins al 2001, i després pel seu net Andrea Pininfarina, fins a la seva mort el 2008. Després de la mort d'Andrea, el seu germà petit Paolo Pininfarina va ser nomenat conseller delegat. 
El Grup Pininfarina dona feina a més de 3.000 persones en oficines subsidiàries de la companyia a tot Europa, així com al Marroc i la Xina. Pininfarina està registrada i negocia les seves accions a la Borsa Italiana (Borsa d'Accions de Milà).

## Història
Més de setanta anys després d'obrir la seva empresa, Battista Pininfarina no hauria imaginat en la fama que la seva casa de disseny ha adquirit en l'actualitat. I és que en complicitat especialment amb Ferrari, Pininfarina ha llançat al mercat models difícils d'igualar. Tot va començar en un modest taller que Battista va obrir amb el seu germà anomenat Stabilimenti Farina (Farina és el cognom original). Després de col·laborar amb algunes cases de renom a Itàlia, Pinin (el seu sobrenom) es va independitzar el 1930 per instal·lar-se a Torí. En aquesta província va obrir la Carrozzeria Pinin Farina. Com el seu nom ho indica, el taller es dedicava exclusivament a la creació de xassís, deixant per als grans fabricants la part interna. La bona qualitat de les seves obres va fer que el negoci creixés ràpidament i cap a fins dels trenta era un dels principals carrossers d'Europa.
L'esclat de la Segona Guerra Mundial, encara que va frenar l'expansió, no la va cessar del tot. Després de ressorgir després d'un incendi que gairebé acaba amb la fàbrica, el 1947 reobre les seves portes per complir amb els innombrables comandes que se li havien acumulat. En els cinquanta, ja produïa xassís per al mercat nord-americà, i consolida la seva posició en l'europeu, en col·laborar en la creació de l'Alfa Romeo Giulietta Spider i del Peugeot 404. En aquest temps, forma una aliança de col·laboració amb Ferrari, del qual amb el temps seria el seu principal client i proveïdor de tecnologia. El primer auto produït amb la casa del Maranello va ser el 212 Inter l'any 1952.
Durant els anys 50 la carrossera li va donar extraordinaris models al món, com el Ferrari 250 Testarossa o el Lancia Aurelia. El 1961, sobrenom i cognom s'uneixen per Battista, quan el president d'Itàlia li dona el vistiplau perquè canviï el seu cognom per Pininfarina. De la mateixa manera, el nou nom de la casa seria Pininfarina SPA. Battista es retira del negoci per deixar-li el comandament al seu fill Sergio i al seu gendre Renzo Carli, del qual aconsegueix un contracte de col·laboració amb Chevrolet, del qual neix el fabulós Corvette. Amb la mort de Battista Pininfarina el 1966, Sergio es converteix en el president de l'empresa.

## Producció de vehicles

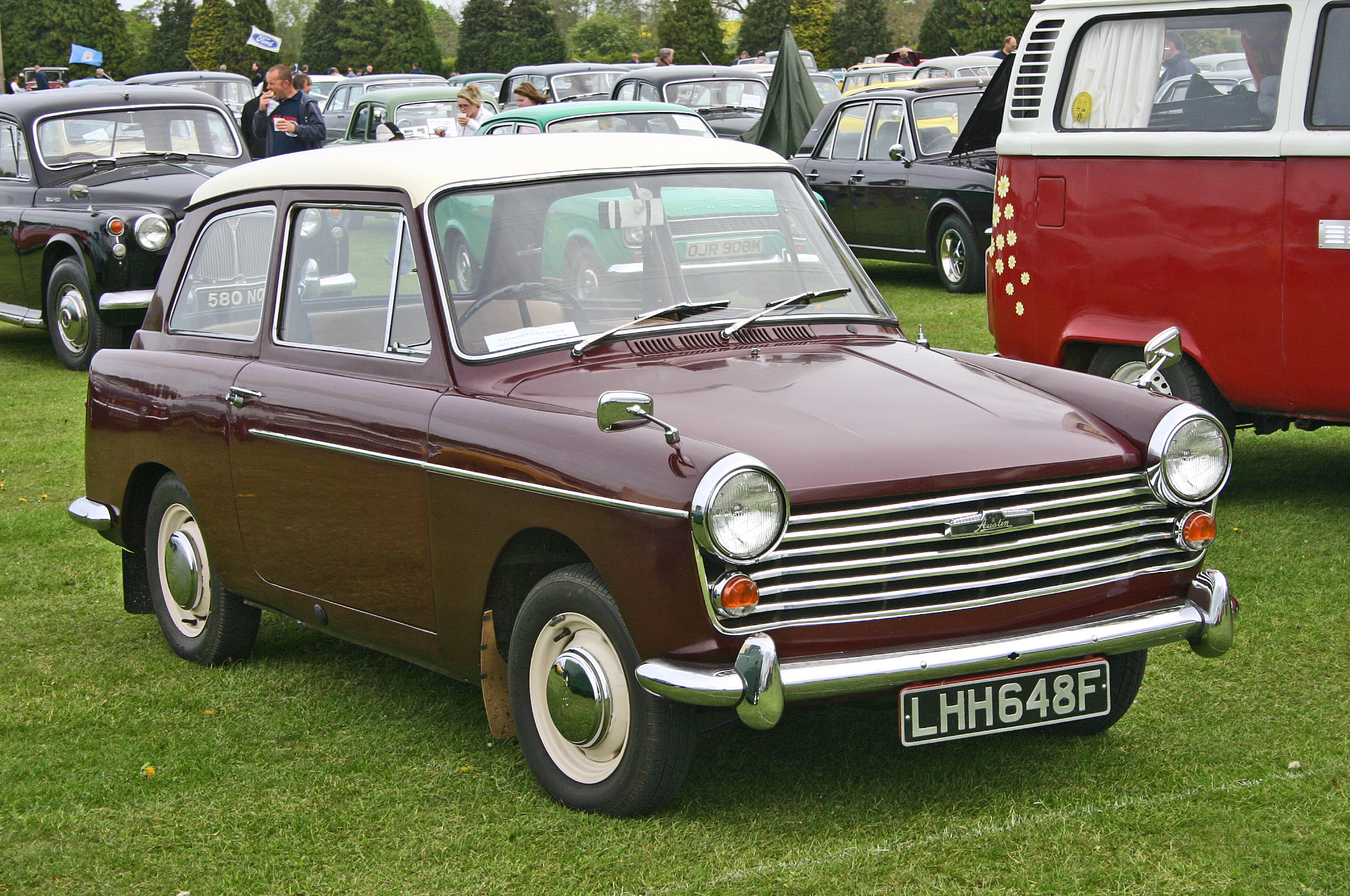
1961 Austin A40 Farina Mk II

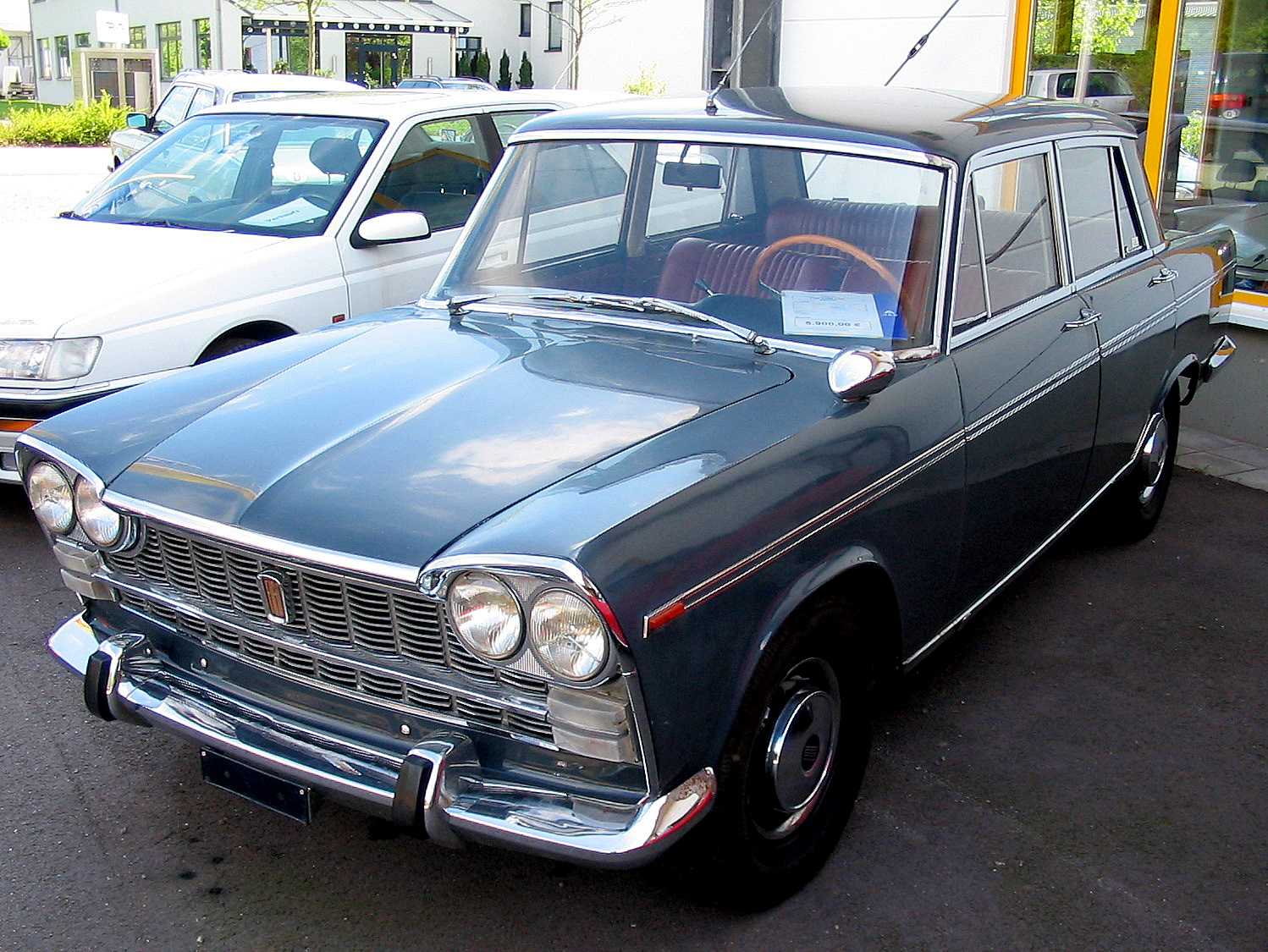
Fiat 2300

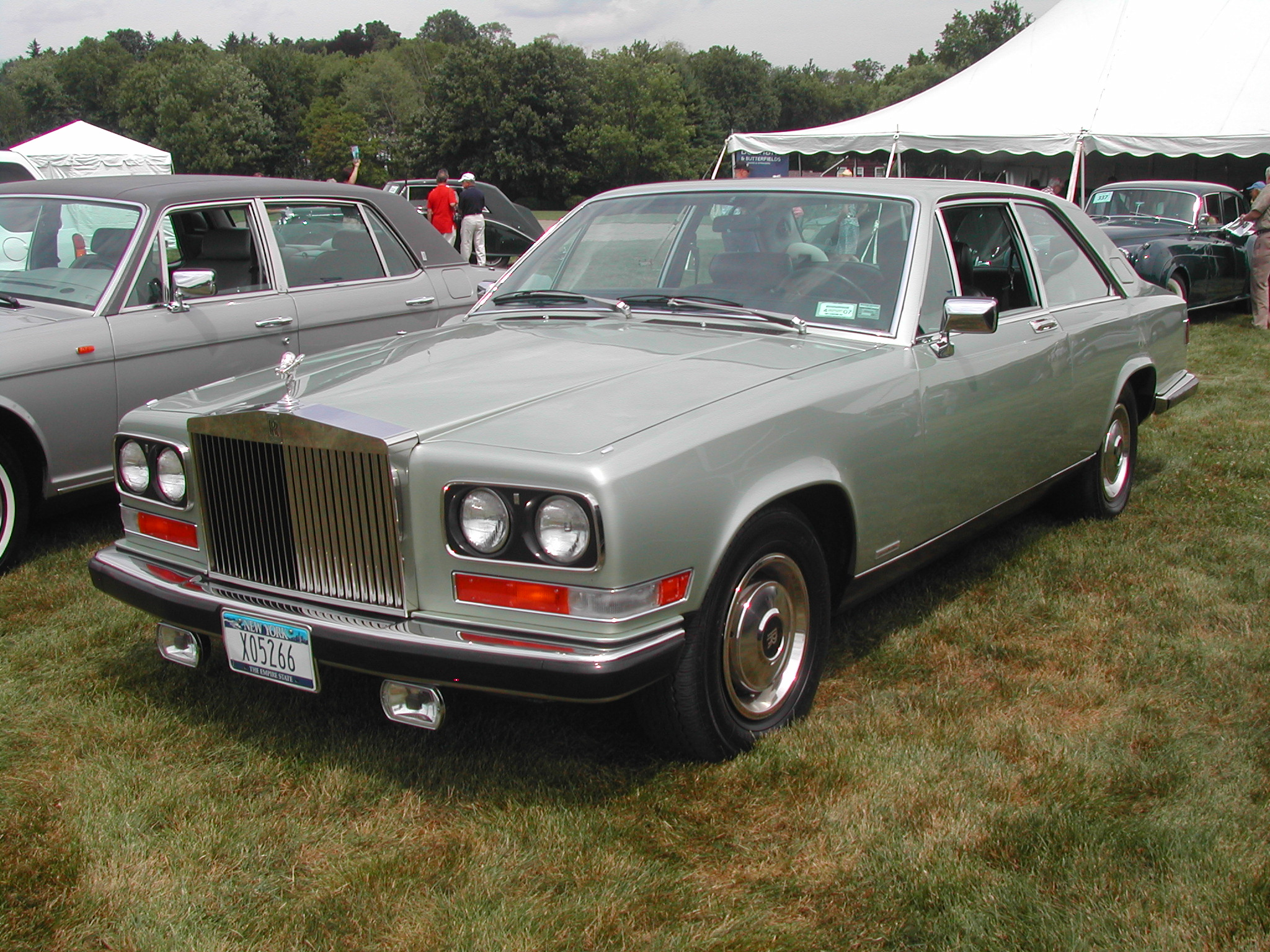
1982 Rolls-Royce Camargue

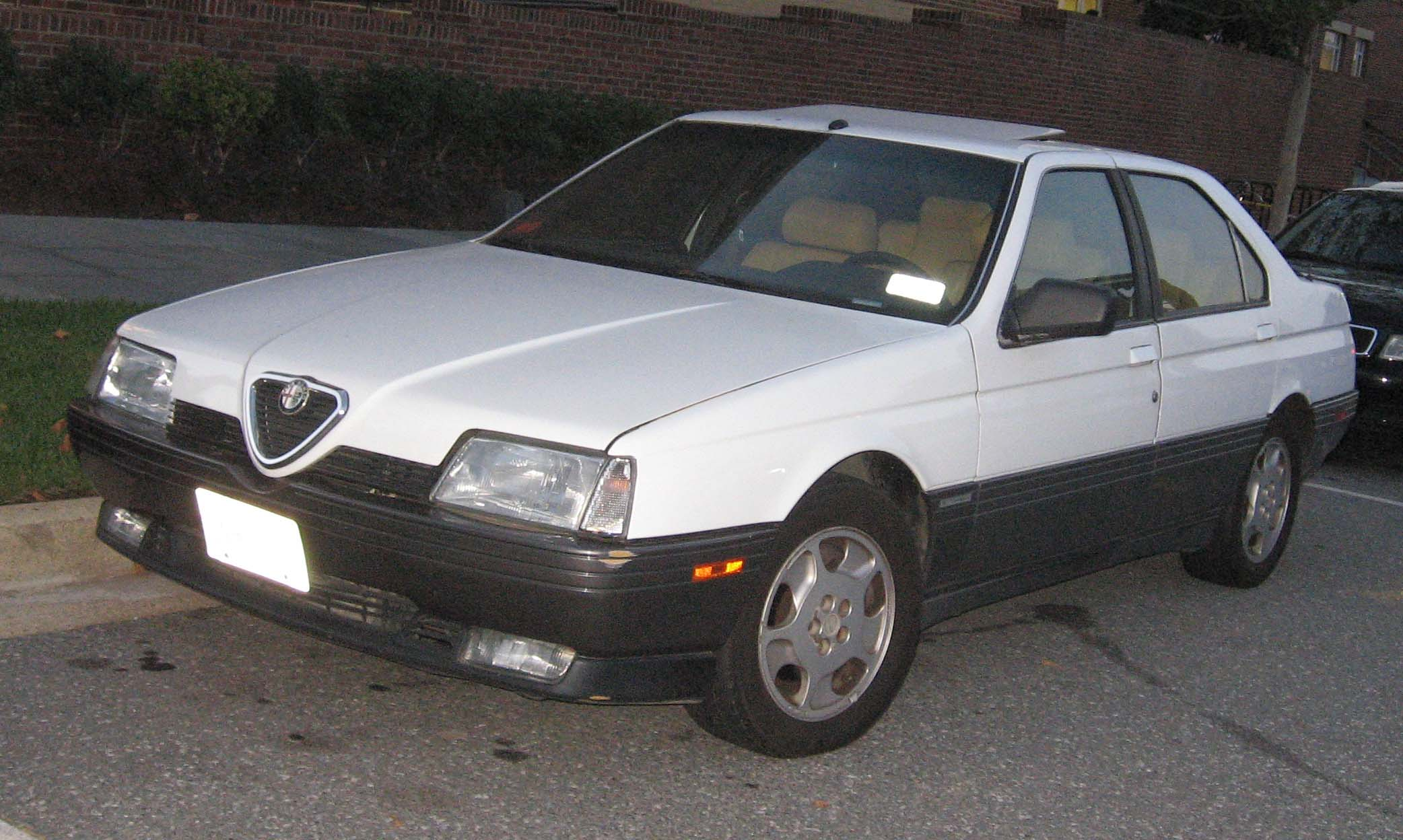
T1987 Alfa Romeo 164

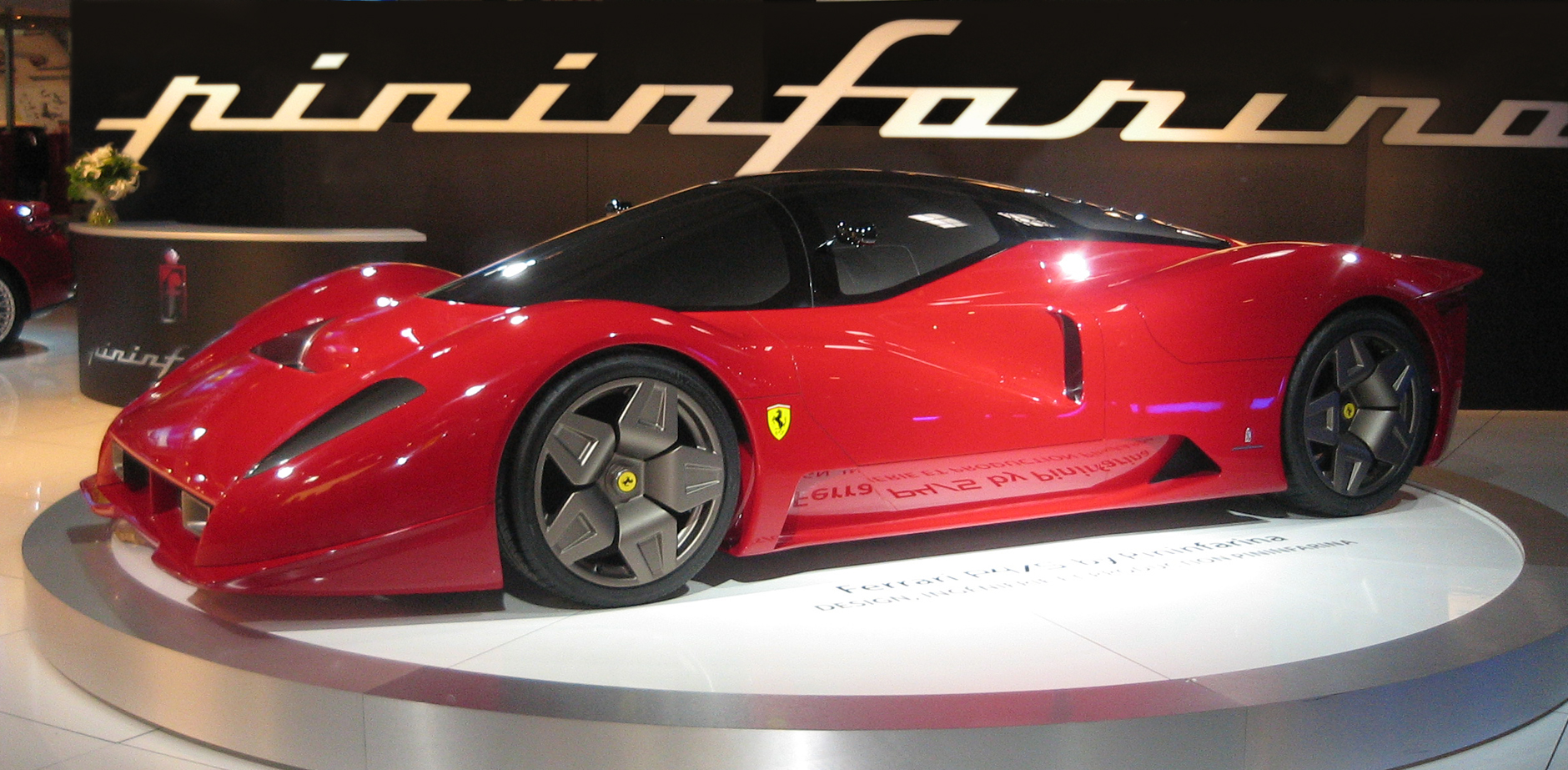
2006 Ferrari P4/5 by Pininfarina

### La producció actual
- Alfa Romeo Brera a la planta de Pininfarina de San Giorgio Canavese (Torí), Itàlia
- Alfa Romeo Spider a la planta de Pininfarina de San Giorgio Canavese
- Ford Focus Coupé-Cabriolet a la planta de Pininfarina a Baire (Torí), Itàlia
- Mitsubishi Colt CZC a la planta de Pininfarina a Baire
- Volvo C70 a la planta de Pininfarina en Uddevalla, Suècia
- Ferrari 599 GTB Fiorano
- Maserati Quattroporte automàtica
- Maserati Granturismo
- Ferrari 612 Scaglietti
- Ferrari Califòrnia
- Interior del nou Peugeot Expert

### Dissenys destacats
- 1933 Alfa Romeo 8C 2300
- 1936 Lancia Aprilia
- 1938 Lancia Astura
- 1948 Cisitalia 202
- 1952 Ferrari 250
- 1952 Nash Ambassador
- 1952 Nash-Healey
- 1953 Four Berlinetta and one Spyder version of the Maserati A6GCS/53
- 1955 Ferrari 410 Superamerica
- 1955 Peugeot 403
- 1956 Austin A40 Farina
- 1957 Lancia Flaminia
- 1958 BMC Farina cars - Austin A55 Cambridge Mk II, MG Magnette Mk III, Morris Oxford V, Riley 4/68, Wolseley 15/60
- 1959 Fiat 1800/2100
- 1960 Ferrari 250 GTE
- 1960 Peugeot 404
- 1961 Fiat 2300
- 1962 BMC ADO16
- 1964 Ferrari 275
- 1965 Ferrari Dino 206
- 1965 MGB GT
- 1966 Alfa Romeo Spider 1600 Duetto
- 1966 Ferrari 330 GTC
- 1966 Fiat 124 Sport Spider
- 1966 Fiat Dino Spider
- 1966 IKA-Renault Torino
- 1966 Nissan Bluebird Datsun 411 series
- 1967 Proposal for replacement for BMC 1100 (ADO16)
- 1967 Proposal for replacement for BMC 1800 (ADO17)
- 1968 Ferrari Daytona
- 1968 Peugeot 504 Cabriolet and Coupe
- 1971 Fiat 130 Coupe
- 1971 Ferrari 365 GTC/4
- 1973 Ferrari 365 GT4 BB
- 1975 Ferrari 308
- 1975 Lancia Montecarlo
- 1975 Rolls-Royce Camargue
- 1976 Peugeot Peugette concept car
- 1983 Peugeot 205
- 1984 Ferrari Testarossa
- 1984 Ferrari 288 GTO
- 1984 Honda HP-X concepte de cotxe
- 1985 Ferrari 328
- 1985 Peugeot 205 Cabriolet
- 1987 Alfa Romeo 164
- 1987 Cadillac Allanté
- 1987 Ferrari F40
- 1987 Peugeot 405
- 1989 Ferrari 348
- 1989 Ferrari Mythos
- 1992 Jaguar XJ220
- 1992 Ferrari 456 GT
- 1994 Ferrari F355
- 1994 Fiat Coupé - Interior només
- 1995 Alfa Romeo GTV & Spider
- 1995 Ferrari F355 Spider
- 1995 MG F - Sostre de l'estructura
- 1996 Ferrari 550 Maranello
- 1996 Fiat Coupé Tots els models fins a 2001) i les rodes interiors només
- 1996 Lancia Kappa SW
- 1997 Peugeot 306 Cabriolet
- 1997 Peugeot 406 Coupé
- 1999 Mitsubishi Pajero
- 1999 Songhuajiang Hafei Zhongyi
- 2000 Daewoo Tacuma
- 2000 Ferrari 360 Spider
- 2000 Ferrari 550 Barchetta
- 2001 Citroën Osée
- 2001 Hyundai Matrix
- 2002 Daewoo Nubira/Lacetti
- 2002 Enzo Ferrari
- 2002 Ferrari 575M Maranello
- 2002 Hafei Lobo
- 2003 Maserati Quattroporte
- 2004 Ferrari 612 Scaglietti
- 2004 Ferrari F430
- 2005 Hyundai Matrix
- 2005 Maserati Birdcage 75th
- 2005 Peugeot 1007
- 2006 Ferrari 599 GTB Fiorano
- 2006 Ferrari P4/5 by Pininfarina
- 2006 Mitsubishi Colt CZC
- 2006 Volvo C70
- 2007 Brilliance BS4
- 2007 Ford Focus CC by Pininfarina
- 2008 Maserati GranTurismo
- 2008 Pininfarina B0 cotxe elèctric
- 2008 Rolls-Royce Phantom Drophead Coupé Hyperion concept car
- 2009 Tata Pr1ma concepte de cotxe
- 2009 Ferrari 458 Italia
- 2010 Alfa Romeo 2uettottanta concepte de cotxe
- 2010 Lancia Stratos per Michael Stoschek

## Prototips i vehicles personalitzats
A més dels vehicles de producció, Pininfarina crea prototips, automòbils de demostració, i automòbils per encàrrec per a fabricants de cotxes, així com a clients privats. La majoria dels prototips han servit només com automòbils conceptuals, encara que diversos models s'han convertit per a producció, incloent el Ferrari 612 i Ferrari F50.
Un exemple d'encàrrec privat-comissionat recent va ser el Ferrari P4 / 5 de 2006, un esportiu individual basat en el Ferrari Enzo i redissenyat (canviant el disseny exterior) segons les especificacions del client. El seu disseny es va iniciar al setembre de 2005 amb dibuixos de Jason Castrioto través de l'escultura en moviment assistit per ordinador i la severitat de les proves de túnel de vent. Més de 200 components van ser dissenyats especialment per al cotxe tot i que el motor, transmissió i molts altres components són una simple modificació de l'original Ferrari Enzo. El número d'identificació Vehicular (VIN) no ha canviat des del Enzo es deriven. El P4 / 5 va ser revelat públicament el 18 d'agost de 2006 al Pebble Beach Concours d'Elegance i va mostrar de nou en el Saló de l'Automòbil de París a finals de setembre. Un altre prototip recent és el Niu de Pininfarina, de dues places sub-compacte que podria fer obsoletes les bosses d'aire.
El concepte Pininfarina B0 d'energia solar, dissenyat per Bolloré es va presentar al Saló de l'Automòbil de París 2008 amb un rang entre els càrrecs de més de 150 milles (241 km) amb una limitada electrònicament de 88 milles per hora (142 km / h) velocitat màxima i una acceleració estimada a 37 milles per hora (60 km / h) en 6,3 segons. El cotxe té panells solars al sostre i al nas, mentre que la seva bateria es diu que duren fins a 125,000 milles (201.168 quilòmetres).
La companyia planeja revelar un nou Alfa Romeo Spider Concept al Saló de l'Automòbil de Ginebra el 2 de març de 2010.

### Propulsió elèctrica

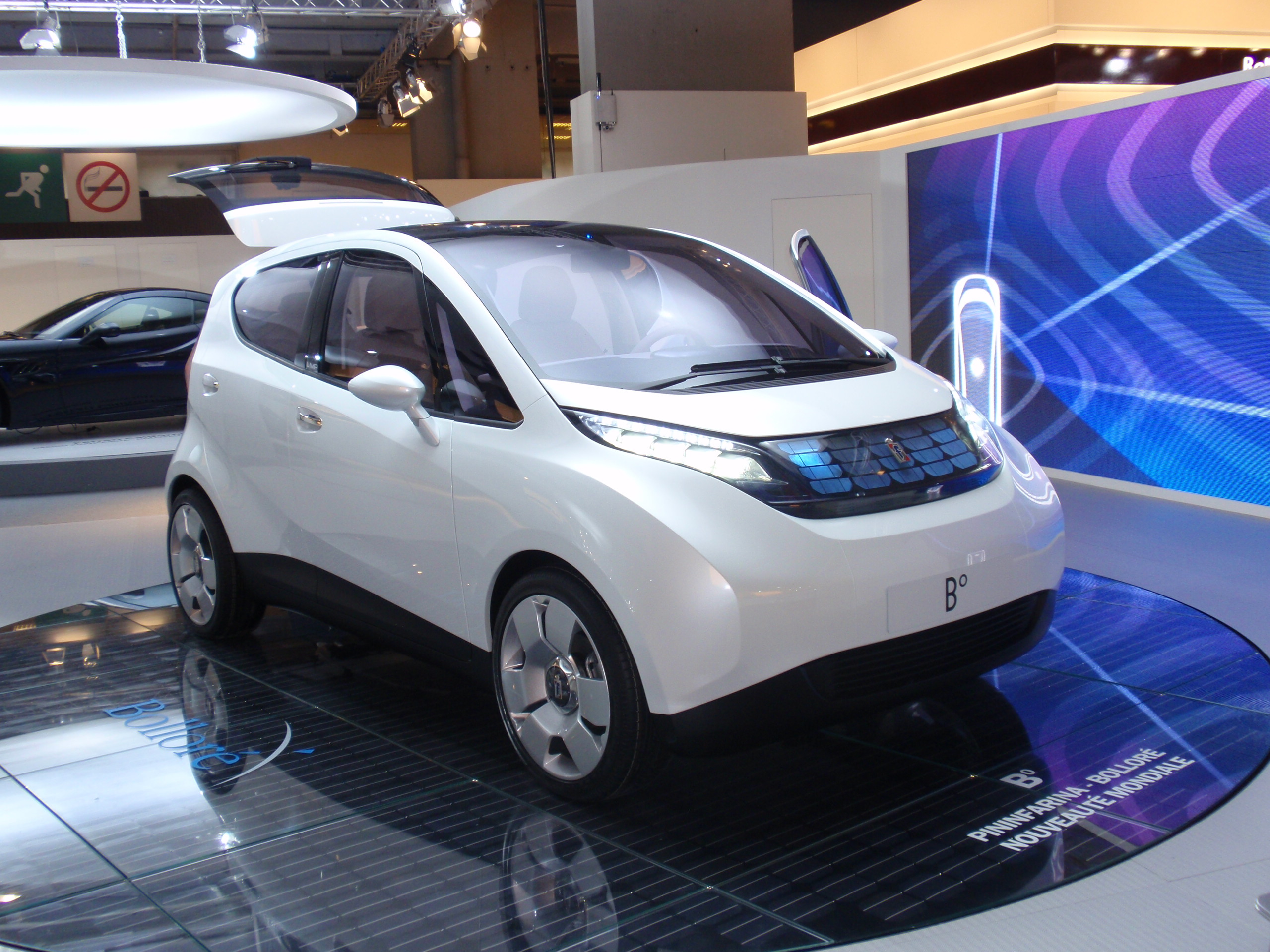
Pininfarina Bolloré B0

Pininfarina té una àrea dedicada al nou cotxe elèctric Pininfarina Bolloré. Les bateries són produïdes pel grup francès Bolloré. Pininfarina, ha introduït el seu propi concepte de vehicle elèctric, el Pininfarina B0 (pronunciat "B Zero"). La berlina de quatre places disposa d'un sòlid estat de la bateria de polímer de liti, supercondensadors, i un panell solar integrat al sostre per aconseguir un rang de 153 milles (246 km). Desenvolupat en col·laboració amb el Grup de Bolore, el vehicle està programat per a la producció limitada el 2009.

## Altres vehicles
- 1987-2000 ETR 500 trens italiana d'alta velocitat
- 1991 SBB-CFF-FFS Re 460 (locomotora elèctrica dels Ferrocarrils Federals Suïssos)
- 1996 Ale 426/506 TAF "tren d'alta ocupació" per a les línies de rodalia italià.
- 1997 IC 2000 (tren de dos pisos per als Ferrocarrils Federals Suïssos, igualant la locomotora elèctrica Re 460)
- 1999-2007 AnsaldoBreda Tipus 8 Green Car Trolley Línia de la MBTA.
- 2000 Hispano autobús Habit
- 2000 SBB-CFF-FFS rabdomiòlisi 500 (tren pendular dels Ferrocarrils Federals Suïssos)
- 2001 AnsaldoBreda BM72 trens elèctrics de diverses unitats dels ferrocarrils noruecs.
- 2001 Cobra tramvia de Zuric.
- 2004 AnsaldoBreda tramvia Sirius, la versió d'Atenes.
- 2005 AnsaldoBreda IC4 interurbà de trens d'unitats múltiples dièsel per als ferrocarrils danesos.
- 2008 AnsaldoBreda V250 Albatros tren d'alta velocitat per NS Hispaes
- 2009-AnsaldoBreda Fireman Metrostar, tren de rodalia de Circumvesuviana de Nàpols [17]
- 2009 Eurostar nomena Pininfarina per dur a terme el treball de disseny per a la remodelació del tren.

## Altres treballs
Pininfarina també treballa amb altres companyies com SIMPLETECH per al disseny de productes.Altres dissenys de productes Pininfarina inclouen la torxa dels Jocs Olímpics d'Hivern de 2006, calder i medalles, així com importants col·leccions aparell per Gorenje. Pininfarina era un contractista de disseny per al desenvolupament de la Coca Cola Freestyle.

## Filials
Pininfarina Extra, fundada el 1986, és l'empresa Pininfarina Grup de disseny que no funciona en el sector del transport. Els exemples inclouen:
- L'Hotel Keating a San Diego, Califòrnia
- Pininfarina Vi